# 高橋進の土曜夕刊TBS
高橋進の土曜夕刊TBS（たかはし・すすむの・どようゆうかん・ティービーエス）は、TBSラジオで1993年4月 - 1995年3月に放送された情報ワイド番組。放送時間は毎週土曜日の16:00 - 18:00（1994年10月より10分拡大し15:50 - 18:00となる）。
総合パーソナリティは、当時TBSのアナウンサーだった高橋進が担当。

## 概要
平日の「若山弦蔵の東京ダイヤル954」で、同時期にフロート番組（内包）としてスタートした「夕刊TBS」の土曜版という位置づけでスタートし、枠内で15-30分程度の番組を編成するコンプレックスの仕立てで放送した。

## 構成

### 1994年9月まで
- 16:00 - 16:15　竹村健一 パイプ片手に　パーソナリティ・竹村健一　高橋はアシスタントとして参加
- 16:15 - 16:30　レジャー&ミュージック（後に「東京発週末情報」）
- 16:30 - 16:45　ゆとりインフォメーション（1994年上半期に「東京発週末情報」に統合、同コーナーを16:15 - 16:45に拡大）
- 16:45 - 17:00　牟田悌三・あなたのための税金相談　パーソナリティ・牟田悌三
- 17:00 - 17:30　サッポロ・ビアホール名人会　これ以後の番組は全て高橋がパーソナリティーを勤める
- 17:30 - 17:45　土曜夕刊・スポーツ&ニュース（上半期は「がんばれ長嶋ジャイアンツ」も内包）
- 17:45 - 18:00　キャタピラー・ウィークエンドネットワーク

### 1994年10月以降
- 15:50 - 16:05 竹村健一 パイプ片手に
- 16:05 - 16:35 平尾昌晃 マイソングマイウェイ　パーソナリティ・平尾昌晃
- 16:35 - 16:45 東京発週末情報
  - これ以降は1994年9月以前と同様